# إدوارد كلاباريد
إدوارد كلاباريد (24 مارس 1873 - 29 سبتمبر 1940) (بالفرنسية: Édouard Claparède) طبيب سويسري متخصص في طب الجهاز العصبي وعلم النفس التنموي.

## مسيرته
درس كلاباريد العلوم والطب، وحصل في عام 1897 على دكتوراه في الطب من جامعة جنيف، وعمل بين سنتي 1897 و1898 في مستشفى بيتي سالبترير في باريس. في عام 1901 أسس «أرشيف علم النفس» مع ابن عمه، تيودور فلورنوي. عمل منذ سنة 1904 في جامعة جنيف، حيث أصبح مدير مختبر علم النفس التجريبي.
ومن بين المناصب التي شغلها:
- 1904: أمين عام المؤتمر الدولي الثاني لعلم النفس
- 1909: أمين عام المؤتمر الدولي السادس لعلم النفس
- 1912: مؤسس معهد جان جاك روسو
- 1920 - 1940: مؤسس ورئيس الرابطة الدولية للتكنولوجيا النفسية (الآن الرابطة الدولية لعلم النفس التطبيقي)[7]
- 1925: شارك في تأسيس المكتب الدولي للتربية[8]
- 1915 - 1940: أستاذ علم النفس في جامعة جنيف

## روابط خارجية
- إدوارد كلاباريد على موقع الموسوعة البريطانية (الإنجليزية)